# Enfrontaments entre l'Afganistan i l'Iran de 2021
Els enfrontaments entre l'Afganistan i l'Iran de 2021 van ser una sèrie d'enfrontaments que es van produir entre els membres de les Forces Armades de l'Emirat Islàmic de l'Afganistan i les guàrdies fronteres del Comandament de la Guàrdia Fronterera de la República Islàmica de l'Iran en els punts de control de la frontera entre l'Afganistan i l'Iran en 2021.

## Context
Les relacions entre l'Iran, un país principalment xiïta, i els talibans, dominats per fonamentalistes sunnites, han estat històricament molt volàtils.
En l'estiu de 2021, els talibans van restablir el seu domini sobre l'Afganistan després de la retirada dels Estats Units del país. El novembre de 2021, el líder del Front Nacional de Resistència de l'Afganistan, Ahmad Massoud, i el líder dels hazares, Ismail Khan, es van reunir a l'Iran com a part dels seus intents d'enfortir l'oposició afganesa.

## Fets
Els combats transfronterers van tenir lloc l'1 de desembre de 2021. Segons l'agència de notícies semioficial iraniana Tasnim, els enfrontaments havien començat després que les forces talibans obrissin foc contra els agricultors iranians que havien creuat el mur fronterer entre els dos països, la qual cosa va fer que els soldats iranians intervinguessin amb armes mitjanes i pesants, així com amb foc d'artilleria. Durant els enfrontaments subsegüents, els combatents talibans van llançar un atac contra el lloc de control fronterer de Dahraes i ho van envair juntament amb altres múltiples llocs de control en el territori iranià. Segons els mitjans de comunicació, un nombre indeterminat de combatents van morir en tots dos costats durant els enfrontaments, mentre que totes dues parts van negar haver sofert baixes en l'incident.
Els enfrontaments van acabar més tard en l'endemà que les dues parts arribessin a un acord i els talibans es retiressin de tot el territori capturat. L'Iran i l'Emirat Islàmic de l'Afganistan van qualificar l'incident de «malentès» i van negar haver sofert víctimes, mentre que diversos mitjans de comunicació van informar que hi havia hagut baixes en tots dos bàndols.